# ديفيد لوثر بورغس
ديفيد لوثر بورغس هو عسكري كندي، ولد في 28 يناير 1891، وتوفي في 30 نوفمبر 1960.